# Pedro Aleixo
Pedro Aleixo (Mariana, Minas Gerais; 1 d'agost de 1901 — Belo Horizonte, Minas Gerais; 3 de març de 1975) va ser un advocat, professor i polític brasiler.
Fou vicepresident en el govern de Costa e Silva. L'agost de 1969, el president va sofrir una trombosi cerebral que el va deixar completament incapacitat. El 31 d'agost es va constituir una junta militar que va prendre el poder per evitar que el vicepresident Pedro Aleixo, un civil, esdevingués president en funcions. La junta militar va promulgar un acte institucional el 14 d'octubre, destituint el president inhabilitat i el vicepresident i convocant el Congrés Nacional per escollir una nova parella cap de l'executiu. L'elit militar que controlava el règim va seleccionar llavors el general Emílio Garrastazu Médici i el seu nom va ser confirmat pel Congrés.
L'any 2011, el Brasil va promulgar una Llei Federal que reconeixia la il·legalitat dels actes que van impedir que el vicepresident Pedro Aleixo assumís la presidència; l'estatut també disposa que Pedro Aleixo sigui considerat expresident de la República.